# آیه‌های زمینی (فیلم ۱۳۸۲)
آیه‌های زمینی فیلمی به کارگردانی عباس رافعی و نویسندگی محمد عارف ساختهٔ سال ۱۳۸۲ است.

## بازیگران
- شبنم قلی خانی
- امیر صادقیان
- رضا توکلی
- رزا آرایش
- یلدا قشقایی
- امیرهوشنگ زند
- احمد عباسقلی
- مهرانگیز ستارزاده
- هوشنگ قنواتی زاده